# Bósnia e Herzegovina nos Jogos Olímpicos de Verão de 2004
Bósnia e Herzegovina competiu nos Jogos Olímpicos de Verão de 2004, em Atenas, na Grécia.